# وادي مغارة
يقع وادي مغارة في المنطقة الجنوبية لشبه جزيرة سيناء كان فراعنة مصر القدماء يرسلون عمال المناجم إليها لاستخراج النحاس والحجر الكريم الفيروز. توجد في وادي المغارة لوحة منقوشة للملك خوفو يضرب الأعداء، وتبينه كحامي لهذا الوادي. ولكن اهتمام فراعنة مصر بتلك المنطقة يعود إلى عصر الأسرتين المصريتين الأولى والثانية، وربما كانت علاقات مع تلك المنطقة في وقت ما قبل الأسرات؛ فقد عثر علماء الآثار من مصريين وأجانب على لوحات ونقوش هيروغليفية تعود إلى الفرعون زوسر تيتي من الأسرة الثالثة؛ بعض علماء الآثار يعتقد انها للفرعون سمر خت من الأسرة الأولى.

## الاسم بالهيروغليفية
| M3 · Aa1 · X1 | G1 | N33 | G17 | I9 · D28 | X1 · O49 |

ختيو مفكات  
ḫtjw mfk3t 
هضاب الفيروز 

## تاريخها

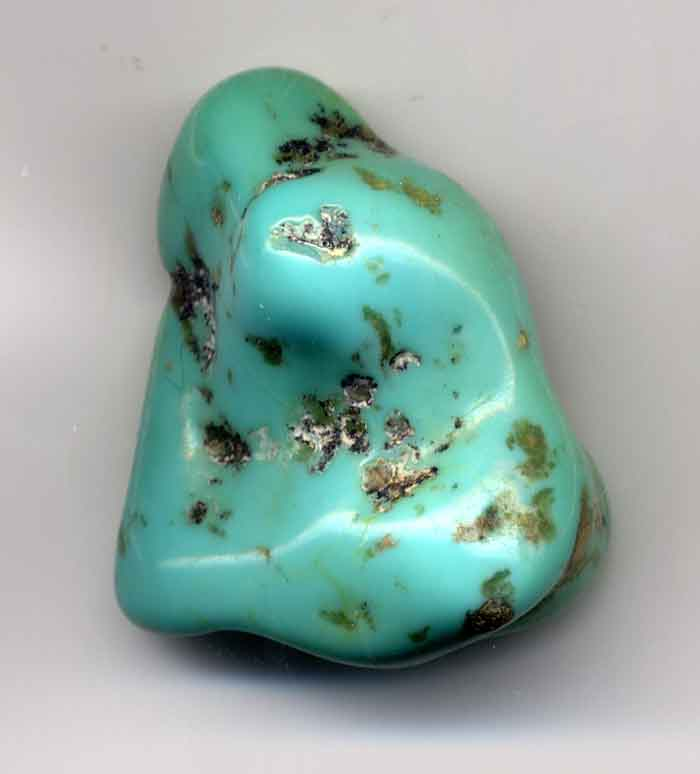
الفيروز

كانت أول بعثة في عصرنا الحديث إلى وادي المغارة هي البعثة التي قام بها الباحث «زيتزن» في عام 1809. كما تبعها بعثة أخرى موسعة بين عامي 1842-1845 قادها «كارل لبسيوس» الألماني.
 ، حيث عثر فيها على عدة لوحات منقوشة في الصخر من عصر الفراعنة القدامى وقام برسمها. ثم تبعتها بعثة أخرى بريطانية كان على رأسها «سي في، يلسون» و «هـ إس بالمر» في عام 1868 كمبعوثين من قبل مصلحة المساحة.
 كذلك قام الباحث الأمريكي «وليام فليندر بيتري» ببعثة استكشافية في تلك المنطقة خلال عامي 1905/1904 واجرى أو حفريات هناك في منطقة المناجم وقام بدراسة الكتابة الهيروغليفية الموجودة بها.
وفي عام 1932 قامت بعثة إنجليزية أخرى من جامعة هارفارد في وادي المغارة، وعثرت بالقرب من منطقة وادي المغارة على على نقوش في الصخر من عهد النباتيا في منطقة وادي قنا. وبعثات أكثر حداثة تمت خلال الأعوام 1967 - 1987 قامت بها بعثات أجنبية، من ضمنها بعثة الباحث «جيفيون» الذي اكتشف لوحة منقوشة عن الفرعون سخم خت.

## التضاريس
يقع وادي المغارة في الجزء الجنوبي من شبه جزيرة سيناء على بعد نحو 19 كيلومتر من خليج السويس في منطقة تسمى أبو سويس ويتخللها غور عميق وجبال الحجر الرملي. تلك المنطقة غنية بالثروات الطبيعية منها النحاس والفيروز.
توجد على الناحية الشرقية من منحدرات الجبال بقايا المساكن القديمة التي كان يعيش فيه عمال المحاجر. وعلى الناحية الغربية توجد مداخل المناجم القديمة. وهناك توجد النقوشات الهيروغليفية وألواح ولوحات أقامها فراعنة مصر المختلفين، تعبر عن انتماء تلك المناطق للدولة المصرية القديمة منذ عهد الملك خوفو ومن حكام مصر من قبله. عتى الزمن على الكثير من تلك الآثار المصرية القديمة. وما انقذ منها حفظ بعضه في المتحف المصري بالقاهرة. كما عثر الإسرائيليون أثناء احتلالهم لسيناء على أثار واخذوها معهم إلى إسرائيل، وحاليا تجري مفاوضات لإعادة تلك الآثار المصرية إلى مصر (2014).
لا تزال لوحة الفرعون زوسر من الأسرة الثالثة توجد في وادي المغارة، وكانت تنتسب في الماضي إلى الفرعون سمر خت من الأسرة الأولى.

## أهميتها

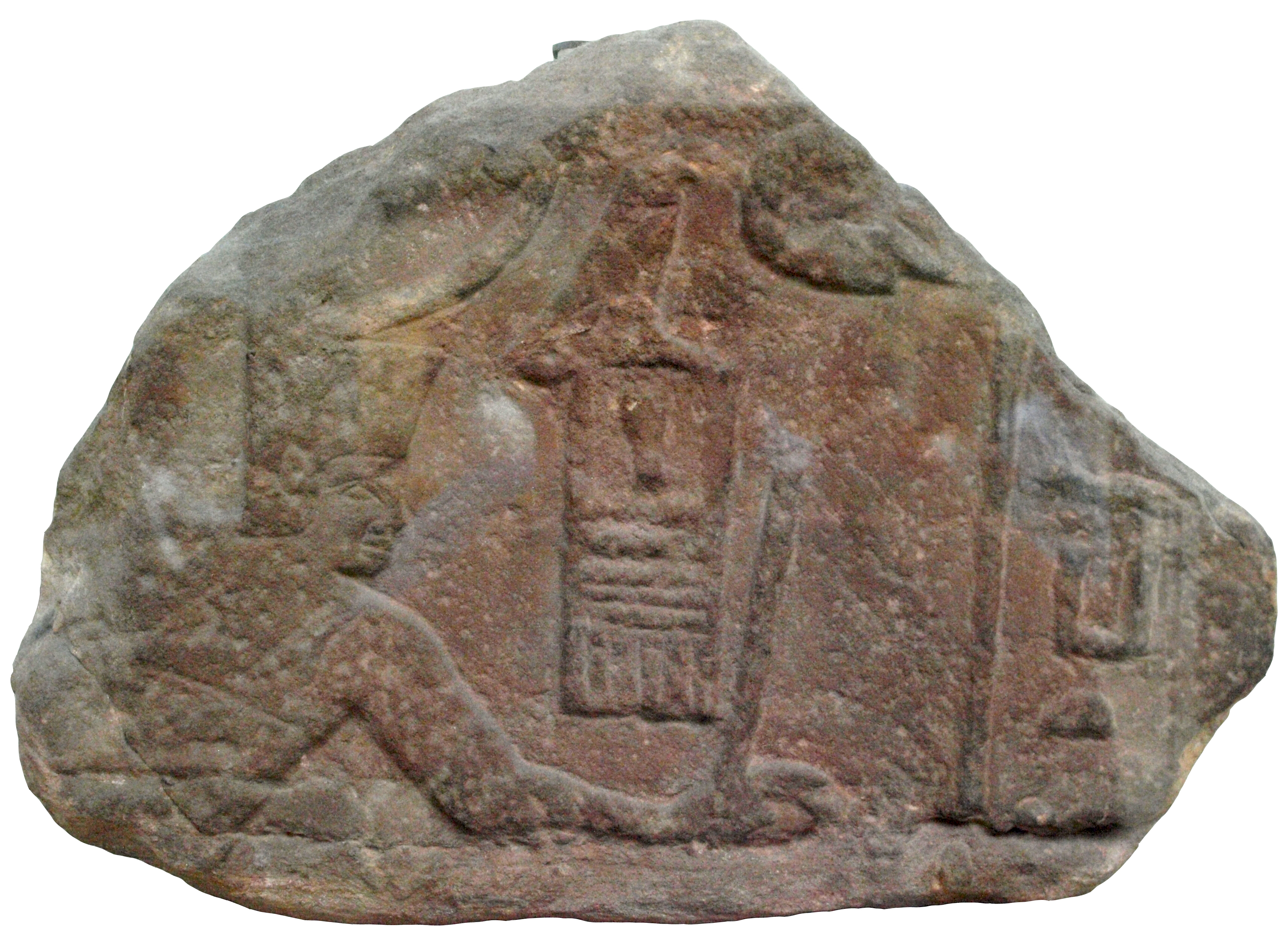
لوحة على منجم "سن ناخت" في وادي المغارة
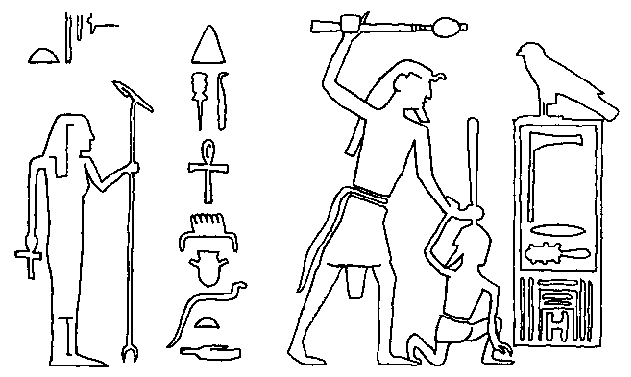
لوحة الملك زوسر [6] في وادي المغارة
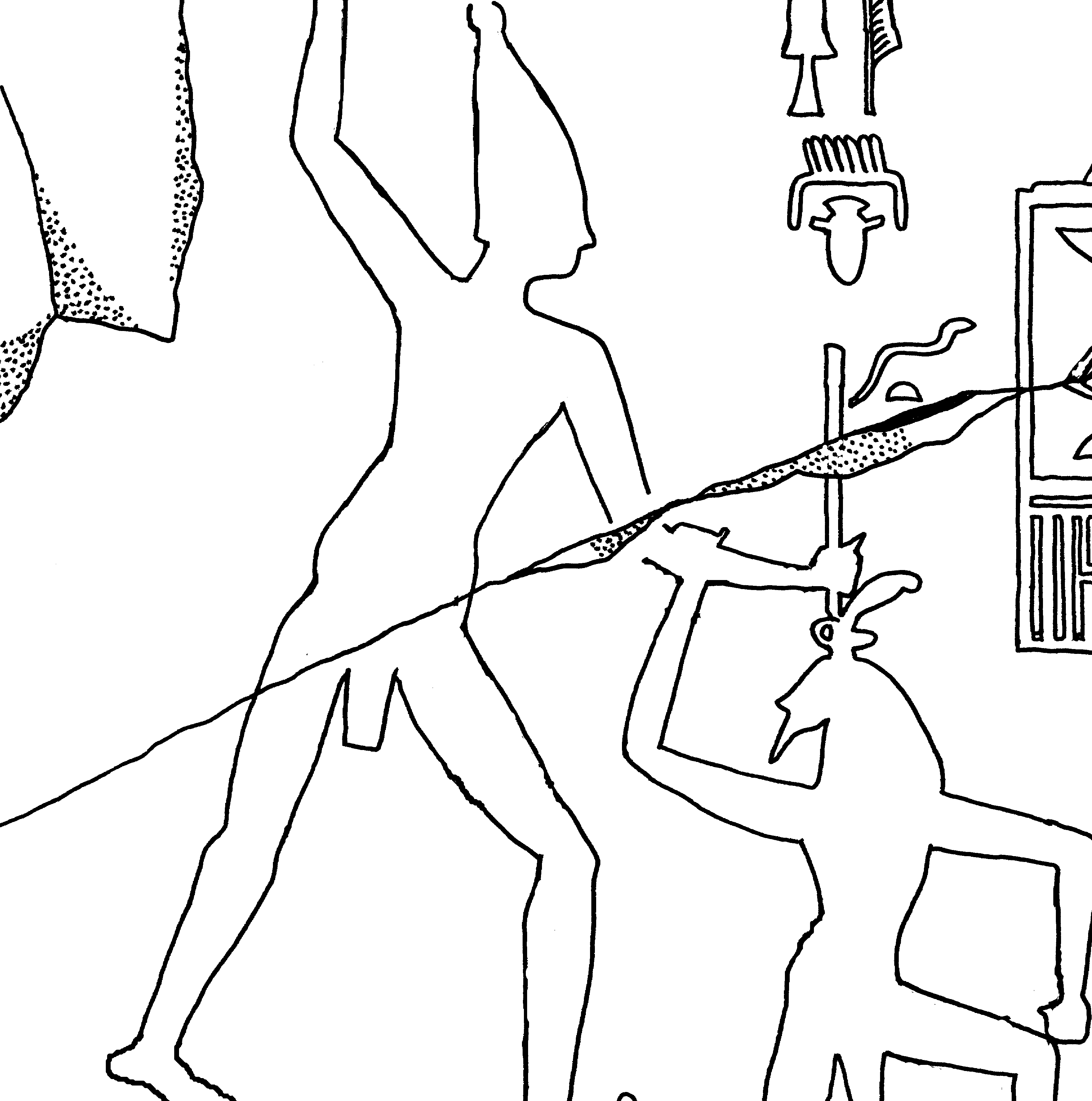
لوحة منقوشة على الصخر الرملي من عهد سنفرو.

يعتقد العلماء أن منطقة وادي المغارة كانت معروفة لدي قدماء المصريين منذ عصر ما قبل الاسرات. فقد عثر فيها على نقش بالهيروغليفية يعود إلى المفرعون سمر خت من الأسرة المصرية الأولى تثبت ارساله لبعثة إلى تلك المنطقة، ويحتمل أنها كانت بغرض التبادل التجاري واحضار النحاس والفيروز.
عثر في وادي المغارة على لوحات ونقوش هيروعغليفية ورسومات تعبر عن مختلف الفراعنة المصريين منذ عهد الدولة القديمة
ومن عهد الدولة الوسطى وكذلك من الدولة الحديثة.
 اهتم كل فراعنة تلك العصور بارسال بعثات التنقيب واستخراج المعادن من هناك ومن ضمنها النحاس والفيروز والملاكيت.
من ضمن الفراعنة الذين عثر على آثارهم الفرعون من عهد الدولة القديمة سن ناخت  وسنفرو الذي أرسل حملة عسكرية تأديبية ضد أعمال السطو والسرقة وللسيطرة على كل المنطقة المحيطة بها بغرض استغلالها.
 كذلك الفرعون جد كا رع من الاسرة السادسة ارسل بعثتين خلال 10 سنوات إلى وادي المغارة؛ طبقا لبحوث عالم الآثار الألماني «نيكولاس جريمال». كما قام «جريمال» بدراسة وترجمة عشرة مخطوطات لبعثات مصرية إلى تلك المناطق من عهد أمنمحات الثالث.
 örtliche Expeditionen.

## اقرأ أيضا
- وادي الحمامات
- وادي الملوك
- خوفو
- زوسر